# Combate de Locumba
El Combate de Locumba fue un enfrentamiento militar entre fuerzas chilenas y peruanas, ocurrido el 1 de abril de 1880, durante la campaña de Tacna y Arica en la Guerra del Pacífico. Un destacamento de caballería chileno se enfrentó a una columna peruana en el pueblo de Locumba, mientras avanzaba hacia el norte, con destino a Tacna. Aunque las fuerzas chilenas obtuvieron la victoria, el combate tuvo consecuencias limitadas y no alteró el curso general de la guerra, más allá de evidenciar las dificultades logísticas de las fuerzas peruanas en ese momento.

## Antecedentes
Luego del Desembarco chileno en Ilo y Pacocha, el mando chileno ordenó tomar posiciones hacia el interior de Moquegua y Tacna, con el fin de asegurar las rutas de comunicación con el interior y precaverse de movimientos del ejército peruano, como asimismo desorientar a su mando sobre el objetivo inmediato del ejército expedicionario chileno. En marzo de 1880, Baquedano envía 60 hombres a Chironta, 30 a Locumba y 60 a Cinto.
En noviembre de 1879, el contralmirante Lizardo Montero toma el mando del ejército peruano en Tacna y conocido el desembarco chileno, envía al coronel Gregorio Albarracín al mando de los Flanqueadores de Tacna a realizar acciones de reconocimiento y hostigamiento a las tropas chilenas, de lo cual cuenta el diario del soldado chileno Alberto del Solar.

Eran conocidos, sin embargo, en el cuartel general -y hasta los conocíamos nosotros- los siguientes datos: el famoso Albarracín, bien montado y con no despreciables fuerzas de caballería, merodeaba por los alrededores: su objetivo principal era destruir los elementos que pudieran sernos de alguna utilidad; su anhelo, atraernos a emboscadas y atacarnos por sorpresa..
soldado chileno Alberto del Solar. Diario de campaña. 1886. 

## El combate
Luego de la Batalla de Los Ángeles, una avanzada compuesta de 30 hombres, al mando del comandante Diego Dublé Almeyda, parte el 31 de marzo de Pacocha. En Camiara se encuentra con trabajadores chinos se habían sublevado y se informa que Albarracín se encontraba al este de Locumba.
Luego llega a una hacienda vecina a Locumba y se encuentra con un italiano que le indica que no existían fuerzas peruanas en el pueblo y que podían ocuparlo sin resistencia, lo cual comprueba luego el capitán Rojas Almeida. Ello permite el ingreso de los hombres de Dublé Almeyda al pueblo. 
El autor chileno Vicuña Mackenna cuenta que aceptaron almorzar con un individuo que se decía el cura del lugar, y algunos vecinos. Dejaron sus caballos en la plaza a cargo de un sargento, y haciendo colocar vigías, entraron en la casa. A poco de comenzar, se hicieron disparos sobre los oficiales y soldados que descansaban en la plaza. 
El parte del coronel Gregorio Albarracín indica que el 1 de abril es informado por Juan Mc Clean que una columna chilena se encontraba en Chironta y que habían capturado a Celestino Vargas, así que Albarracín decide dirigirse al pueblo de Locumba donde ataca a los chilenos que se encontraban allí. 
Dublé Almeyda y tres soldados consiguieron montar y evadirse del enfrentamiento, logrando llegar a Moquegua. Hubo ocho muertos chilenos y el resto prisioneros que fueron enviados a Tacna y luego La Paz.    

## Desenlace
El 10 de abril una tropa de 750 chilenos parten a buscar a Gregorio Albarracín, pero no lo encuentran en Locumba. Se libran otros combates con las guerrillas locales. El 2 de mayo de 1880 es incendiado el pueblo de Locumba por el coronel Lisandro Orrego jefe del regimiento Santiago.
Después de esta acción, el comandante Dublé se entregó a las autoridades militares para que se le juzgase en un consejo de guerra, siendo absuelto de los cargos gracias a la eficiente defensa que hizo su hermano Baldomero.